# Space Squad
Space Squad (スペース・スクワッド Supēsu Sukuwaddo) là một V-Cinema, được phát hành lần đầu tại các rạp chiếu phim Nhật Bản vào ngày 17 tháng 6 năm 2017 trong khi các bản phát hành DVD và Blu-Ray được thực hiện vào những ngày riêng biệt. Nó có sự giao thoa giữa bộ phim Metal Hero Series Gavan: The Movie và các Super Sentai Series, các tác phẩm đều do Công ty Toei phân phối. Ngoài ra, các diễn viên trong quá khứ từ Metal Hero Series và Super Sentai series cũng được xuất hiện trong bộ phim..
Phần tiếp theo được phát hành tại các rạp chiếu phim Nhật Bản vào ngày 30 tháng 6 năm 2018 và trên DVD và Blu-ray vào ngày 8 tháng 8 năm 2018.

## Phim
- Space Squad: Gavan vs. Dekaranger

Jumonji Geki, Space Sheriff Gavan và cộng sự của mình, Shelly sắp tấn công một thỏa thuận liên quan đến Mad Gallant, một thành viên của Tổ chức tội phạm không gian Genmaku. Thay vì chờ đợi xem xét tình hình, Geki quyết định tự ý hành động và đối đầu với kẻ thù bất chấp sự can ngăn của Shelly. Tuy nhiên, cuộc giao dịch phi pháp mà hai người theo dõi thực chất chỉ là một cái bẫy. Sau đó Mad Gallant đánh bại Geki còn Shelly dường như đã bị giết chết bởi tay súng của tộc Bagu. 
Akaza Banban/Deka Red - lúc này đã trở thành đội trưởng của đội Fire Squad, anh trở về trái đất vì vụ án nghiêm trọng giết người hút máu liên tiếp. Khi Ban đến hiện trường nơi Geki và Shelly theo dõi vụ giao dịch phi pháp, anh phát hiện thấy cơ thể Geki bị trọng thương trong khi Shelly bị mất tích. Nghĩ rằng Shelly đã bị bọn tội phạm giết chết, Jumonji Geki nóng lòng muốn báo thù cho cô cộng sự của mình, Geki tới gặp chỉ huy trưởng của Liên Minh Cảnh Sát Ngân Hà - bà Sophie với mong muốn được tiếp tục tham gia vào vụ án. Tuy nhiên Sophie đã từ chối mong muốn của Geki và yêu cầu anh không được nhúng tay vào vụ án lần này, bởi lẽ anh đang mang trọng thương và còn có mối quan hệ thân mật với Shelly. Vậy nên bà lo ngại Geki sẽ vì báo thù cho người yêu mà hành động theo cảm tính. 
Sau đó, Geki vô tình nhìn thấy profile của các thành viên Dekarangers phân khu Trái Đất trên màn hình máy tính của Sophie. Trong đó Jasmine/Hiwatari Marika/Deka Yellow là một nhà ngoại cảm, cô có thể nhìn thấy hình ảnh/nghe thấy giọng nói của bất cứ ai hay bất cứ vật thể nào đó khi chạm vào chúng. Geki nghĩ rằng năng lực đặc biệt của Jasmine sẽ giúp anh tìm ra lũ tội phạm để báo thù cho Shelly, nên đã tới hôn lễ của cặp đôi Enari Senichi/Deka Green và Kodou Koume/Deka Pink với mục đích mời Jasmine hợp tác. 
Geki đã đưa Jasmine, Hoji, Senichi và Koume đến hiện trường nơi xảy ra vụ phạm tội, nơi anh và Shelly bị tấn công. Nhờ năng lực đặc biệt của Jasmine và thông tin mà Senichi cung cấp, họ phát hiện ra danh tính của kẻ bắn súng là Kuronen - một tay súng của tộc Bagu. Tiếp đó, họ theo dõi hắn, trong quá trình truy đuổi, họ bị Mad Gallant và Benikiba tấn công. Trong cuộc chiến với Mad Gallant, thanh kiếm Laser Blade của Geki/Gavan - linh hồn của cảnh sát vũ trụ đã bị phá hủy và anh lại được Akaza Banban giải cứu một lần nữa. Sau khi bọn tội phạm trốn thoát một lần nữa, Gavan và những người khác quay trở lại Deka Base và tiến hành điều tra. Họ đã liên kết Mad Gallant và thông tin của vụ án bí ẩn hàng trăm người bị hút máu đến chết với công ty sản xuất tã trẻ em "Smile and Gentleness". Geki và Koume sau đó đã tới hỏi Lars, chủ tịch của Smile và Gentleness, người này đã tiết lộ với họ rằng anh ta đang bị đe dọa bởi quân đoàn Genmaku, và thư ký của anh ta là người được gửi đến để giám sát. Thực chất thư ký này chính là Benikiba. 
Khi Umeko đang được điều trị và mặt nạ được phân tích bởi Swan, Sen đổ lỗi cho Gavan vì đã bỏ Umeko lại để đuổi theo sau khi trả thù. Họ cũng phát hiện ra rằng Gavan giả mạo yêu cầu của mình để được giúp đỡ của họ và ông được gửi đến nhà tù trên Planet Bird. Trong khi điều tra văn phòng của Lars, Hoji và Sen phát hiện ra rằng Lars và Mad Gallant là cùng một người, trong khi Benikiba xông vào Dekarangers 'HQ và rút Lars, trả lại mặt nạ cho anh ta, cái mà anh ta sử dụng để biến thành Mad Gallant. Sau đó, Lars tiết lộ rằng mặt nạ cho anh ta sức mạnh và kí ức của Mad Gallant nguyên thủy, người đã bị Juspion đánh bại nhiều thập kỷ trước. Sau Mad Gallant và Benikiba đánh bại Deka Break và Deka Master và trốn thoát. Các Dekarangers điều tra thêm và khám phá ra rằng tất cả nạn nhân của trường hợp hút máu đều có khả năng biến đổi, và Shelly có sức mạnh cao hơn những người khác, ngụ ý rằng cô phải sống và được Lars sử dụng để hoàn thành kế hoạch của mình. Umeko hồi phục và tiết lộ rằng cô không bị bỏ lại phía sau bởi Gavan, khi cô yêu cầu tự mình đối phó với Benikiba, nhưng không biết về màu sắc thực sự của Lars và bị anh ta đâm. Hoji, Senichi, Jasmine và Koume sau đó quyết định đột nhập vào nhà tù nơi Gavan được tổ chức và giải cứu anh ta. Ban cũng xuất hiện và tham gia cùng họ để đuổi theo Lars và giải cứu Shelly.
Khi Lars đánh bại Shelly để cô ấy chảy máu đủ để hoàn thành vũ khí của mình "Satan Gorth", Benikiba nói rằng nhiệm vụ của cô giúp anh ta kết thúc và rời đi. Gavan và Dekarangers đến ngay sau đó và trong khi Gavan đối đầu với Lars, Dekarangers chiến đấu và đánh bại Kuronen. Trong cuộc chiến với Lars, Geki được tiếp cận bởi cấp cao của mình và Gavan Retsu Ichijouji nguyên bản, người đưa cho anh ta một Blade Laser mới, giả mạo trên hành tinh Ejin của Juspion, mà anh ta sử dụng để đánh bại Lars và tiêu diệt mặt nạ của Mad Gallant. Tuy nhiên, Lars sống đủ lâu để kích hoạt Satan Gorth, nhưng nó bị phá hủy bởi Ban sử dụng pháo Wing Deka. Sau khi trở về căn cứ của Cảnh sát Galactic, Sophie tiết lộ với Geki rằng cô và Ban đã sắp xếp cho anh ta làm việc với những Dekarangers khác từ đầu và Shelly quyết định rời khỏi Geki.
- Girls in Trouble: Space Squad Episode Zero

Girls in Trouble: Space Squad Episode Zero là bộ phim thứ hai và được phát hành trên DVD và Blu-Ray vào ngày 9 tháng 8 năm 2017 Bộ phim này tập trung vào phần mở đầu cho Gavan vs. Dekaranger, diễn ra trong ngày trước sự kiện. Nó tập trung vào các nữ diễn viên của Dekaranger, Space Sheriff Gavan: Bộ phim và cảnh sát không gian: Thế hệ tiếp theo. Chụp được thực hiện đồng thời với Gavan vs. Dekaranger.
- Space Squad: Gavan vs. Kyuranger: bốn năm sau thất bại của Don Armage, vũ trụ bây giờ đang yên bình, cho đến khi Hammie từ Kyurang đột nhiên đánh cắp Neo Kyutama mới được phát triển, và đồng nghiệp của cô Kyuranger và Liên đoàn Vũ trụ Tsurugi Ōtori buộc phải tuyên bố cô ta là tội phạm do nguy hiểm Neo Kyutama đặt ra nếu nó rơi vào tay kẻ xấu. May mắn và một số Kyurangers từ chối tin rằng Hammie trở nên xấu xa và phản đối quyết định của Tsurugi, gây ra một sự rạn nứt giữa các đội tồi tệ hơn khi Space Sherrifs Geki Jumonji và Shu Karasuma can thiệp. Chút họ biết rằng các sự kiện được tổ chức Genmakuu nắm giữ, người đã gửi một trong những thành viên hàng đầu của họ, Space Ninja Demost, người cũng đã hồi sinh Mele, Juzo Fuwa, Basco Ta Jolokia và Escape để hỗ trợ anh ta trong kế hoạch của mình.